# Radical 27

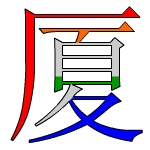
廈 倉頡異體字編碼.

Le radical 27 (厂), qui signifie falaise, est un des 23 des 214 radicaux chinois répertoriés dans le dictionnaire de Kangxi composés de deux traits.
Le caractère Unicode de 厂 est 5382.

## Caractères avec le radical 27
| nombre de traits          | caractères        |
| ------------------------- | ----------------- |
| Sans trait supplémentaire | 厂                |
| 2 traits supplémentaires  | 厃 厄 厅 历       |
| 3 traits supplémentaires  | 厇 厈 厉          |
| 4 traits supplémentaires  | 厊 压 厌          |
| 5 traits supplémentaires  | 厍 厎 厏 厐 厑    |
| 6 traits supplémentaires  | 厒 厓 厔 厕       |
| 7 traits supplémentaires  | 厖 厗 厘 厙 厚 厛 |
| 8 traits supplémentaires  | 厜 厝 厞 原       |
| 9 traits supplémentaires  | 厠 厡 厢 厣 厩    |
| 10 traits supplémentaires | 厤 厥 厦 厧 厨    |
| 11 traits supplémentaires | 厪 厫             |
| 12 traits supplémentaires | 厬 厭 厮 厯 厰    |
| 13 traits supplémentaires | 厱 厲             |
| 17 traits supplémentaires | 厴                |
| 28 traits supplémentaires | 厵                |